# Huang Sui
Huang Sui (en chino: 黄穗; 8 de enero de 1982) es una deportista china que compitió en bádminton, en la modalidad de dobles.
Participó en los Juegos Olímpicos de Atenas 2004, obteniendo una medalla de plata en la prueba de dobles (junto con Gao Ling). Ganó cinco medallas en el Campeonato Mundial de Bádminton entre los años 2001 y 2007.

## Palmarés internacional
| Juegos Olímpicos   | Juegos Olímpicos         | Juegos Olímpicos | Juegos Olímpicos |
| Año                | Lugar                    | Medalla          | Prueba           |
| ------------------ | ------------------------ | ---------------- | ---------------- |
| 2004               | Atenas (Grecia)          | Medalla de plata | Dobles           |
| Campeonato Mundial |                          |                  |                  |
| Año                | Lugar                    | Medalla          | Prueba           |
| 2001               | Sevilla (España)         | Medalla de oro   | Dobles           |
| 2003               | Birmingham (Reino Unido) | Medalla de oro   | Dobles           |
| 2005               | Anaheim (Estados Unidos) | Medalla de plata | Dobles           |
| 2006               | Madrid (España)          | Medalla de oro   | Dobles           |
| 2007               | Kuala Lumpur (Malasia)   | Medalla de plata | Dobles           |